# LJ Volley Modena
LJ Volley Modena, a także Liu Jo Volley Modena – żeński klub siatkarski z Włoch, założony w 2013 r. dzięki licencji odkupionej od Asystel MC Carnaghi. Klub wystąpi w rozgrywkach Serie A w sezonie 2013/14.

## Kadra

### Sezon 2015/2016
- 1.  Floriana Bertone
- 2.  Giulia Carraro
- 3.  Nicole Gamba
- 4.  Jéssica Rivero
- 5.  Laura Heyrman
- 6.  Chiara Di Iulio
- 7.  Raphaela Folie
- 8.  Marta Galeotti
- 9.  Chiara Arcangeli
- 10.  Francesca Ferretti
- 13.  Valentina Diouf
- 14.  Bernarda Ćutuk
- 15.  Sanja Starović
- 17.  Lana Ščuka
- 18.  Dóra Horváth

### Sezon 2014/2015
- 1.  Hélène Rousseaux
- 3.  Elena Perinelli
- 4.  Olivera Kostić
- 5.  Laura Heyrman
- 6.  Francesca Ferretti
- 7.  Raphaela Folie
- 9.  Chiara Arcangeli
- 10.  Emilia Petrachi
- 11.  Elisa Muri
- 12.  Francesca Piccinini
- 13.  Samanta Fabris
- 14.  Lucia Crisanti
- 15.  Ilaria Maruotti
- 17.  Giulia Rondon
- 18.  Matea Ikić

### Sezon 2013/2014
- 1.  Hélène Rousseaux
- 3.  Elena Perinelli
- 5.  Laura Heyrman
- 7.  Vittoria Prandi
- 8.  Danijela Anđelić
- 9.  Emilia Petrachi
- 10. Paola Cardullo
- 11. Christina Rusewa
- 12. Francesca Piccinini
- 13. Samanta Fabris
- 14. Lucia Crisanti
- 15. Ilaria Maruotti
- 17. Giulia Rondon